# Susan Cabot
Harriet Shapiro, cunoscută sub pseudonimul artistic de Susan Cabot, (n. 9 iulie 1927, Boston, Massachusetts, SUA – d. 10 decembrie 1986, Encino, California, SUA) a fost o actriță americană.

## Biografie
Cabot s-a născut în Boston, Massachusetts, într-o familie de imigranți evrei ruși. După ce mama ei a fost instituționalizată din cauza unor probleme emoționale, iar tatăl ei a abandonat-o, Cabot și-a petrecut copilăria în opt orfelinate. După ce a terminat liceul în Manhattan, unde a devenit interesată de artă, a găsit de lucru ca ilustratoare de cărți pentru copii. În acea perioadă a lucrat și ca cântăreață și designer de bijuterii.
Ea și-a făcut debutul în actorie în 1947, cu un mic rol în filmul Kiss of Death. Mai târziu a lucrat în televiziune și s-a mutat la Hollywood pentru a face parte din studioul de film Columbia Pictures. Cu toate acestea, experiența sa acolo nu a fost satisfăcătoare și a decis să se alăture Universal Studios. Cariera sa s-a dezvoltat în principal în western-urile B, precum The Duel at Silver Creek (1952), Gunsmoke (1953), Ride Clear of Diablo (1954) și Fort Massacre (1958). După o perioadă nereușită în film, Cabot s-a întors la New York pentru a se dedica teatrului, jucând în piesa A Stone for Danny Fisher. Un timp mai târziu a primit câteva oferte de a lucra din nou în filme, ultimul său rol în film, The Wasp Woman (1959), al lui Roger Corman.
Susan Cabot a murit în 1986, după ce fiul ei Timothy Scott Roman, care suferea de probleme psihologice, a lovit-o cu o bară de metal. Persoana vinovată a fost acuzată de omor involuntar și a primit o pedeapsă de trei ani.

## Viața privată
În 1944 s-a căsătorit cu Martin Sacker, un designer de interior, de care a divorțat în 1951. Cabot s-a căsătorit din nou în 1968, de data aceasta cu Michael Roman, cu care a avut un fiu, Timothy. Cuplul a divorțat în 1983.1 Paternitatea lui Timothy a fost revendicată și de actorul Christopher Jones. Cabot a fost, de asemenea, legat romantic de regele Hussein al Iordaniei timp de câțiva ani.

## Filmografie
Filme de cinema
- The Wasp Woman (1959) - Janice Starlin
- Surrender - Hell! (1959) - Delia Guerrero
- Houseboat (1958) - Eleanor Wilson
- War of the Satellites (1958) - Sybil Carrington
- Fort Massacre (1958) - Piute Girl
- Machine-Gun Kelly (1958) - Florence 'Flo' Becker
- Carnival Rock (1957) - Natalie Cook
- The Saga of the Viking Women and Their Voyage to the Waters of the Great Sea Serpent (1957) - Enger
- Sorority Girl (1957) - Sabra Tanner
- Ride Clear of Diablo (1954) - Laurie Kenyon
- Gunsmoke (1953) - Rita Saxon
- Son of Ali Baba (1952) - Tala
- The Duel at Silver Creek (1952) - Jane 'Dusty' Fargo
- The Battle at Apache Pass (1952) - Nono
- Flame of Araby (1951) - Clio
- The Prince Who Was a Thief (1951)
- Tomahawk (1951) - Monahseetah
- The Enforcer (1951) - Nina Lombardo
- On the Isle of Samoa (1950) - Moana
- Kiss of Death (1947)

Filme de televiziune
- Bracken's World (1970) - Henrietta
- Have Gun - Will Travel (1958-1959) - Becky Gray Carver / Angela DeMarco